# 常磐西郷町
常磐西郷町（じょうばん にしごうまち）は、福島県いわき市にある大字である。郵便番号は972-8316。

## 地理
いわき市中央部の常磐地区に属する。北で常磐下湯長谷町、常磐関船町、東で常磐下船尾町、小名浜島、南で常磐岩ケ岡町、常磐長孫町、渡辺町泉田、西で常磐白鳥町とそれぞれ隣接する。概ね町村制施行以前の磐前郡西郷村の流れを汲む地域である。二級水系藤原川中流域と右岸支流の岩崎川に挟まれた区域を主な範囲とする。河川合流部の平地に位置し、東側を縦断するJR常磐線の東側には工場や倉庫が立地する。西側は横断する福島県道14号いわき石川線バイパスに沿いロードサイド店が建ち並び、その周りに住宅地が広がる。常磐関船町内に所在するいわき中央警察署常磐分庁舎及び常磐消防署がそれぞれ管轄にあたる。

### 主な字
字
複数の字を持つが、地名の表記に「字」の文字は使用されない。
- 大仁田
- 大夫
- 落合
- 金山

- 岩崎
- 銭田
- 忠多
- 大荷田

### 河川
- 藤原川
  - 岩崎川

## 歴史
- 1879年1月27日 - 湯長谷藩領上西郷村、下西郷村が福島県内における郡区町村制の施行により磐前郡の村となる[4]。
- 1880年2月27日 - 上西郷村、下西郷村が合併し西郷村が成立する[4]。
- 1889年4月1日 - 町村制の施行により西郷村が岩ヶ岡村、下船尾村、馬玉村、長孫村、上湯長谷村、下湯長谷村、関船村、水野谷村、藤原村、白鳥村と合併し、磐前郡磐崎村が成立する。旧西郷村域は磐崎村の大字となる[4]。
- 1896年4月1日 - 磐前郡と周辺郡との合併により石城郡が発足し、石城郡磐崎村となる[4]。
- 1954年3月31日 - 磐崎村が湯本町と合併し常磐市が成立し、常磐市の大字となる[4]。
- 1966年10月1日 - 常磐市が平市・勿来市・内郷市・磐城市、石城郡小川町・遠野町・四倉町・川前村・田人村・好間村・三和村、双葉郡久之浜町・大久村と合併しいわき市となり、いわき市常磐地区の大字となる[4]。

## 世帯数と人口
2023年10月31日現在の世帯数と人口は以下の通りである。
| 大字       | 世帯数   | 人口   |
| ---------- | -------- | ------ |
| 常磐西郷町 | 1066世帯 | 2657人 |

## 小・中学校の学区
市立小・中学校に通う場合、学区は以下の通りとなる。
| 番地 | 小学校               | 中学校               |
| ---- | -------------------- | -------------------- |
| 全域 | いわき市立藤原小学校 | いわき市立磐崎中学校 |

## 交通

### 鉄道
- JR常磐線

### 道路
- 福島県道14号いわき石川線いわき石川バイパス
  - 西郷跨線橋
- 福島県道20号いわき上三坂小野線（旧国道6号）

## 施設
- いわき市立磐崎小学校運動場
- ヨークベニマル 湯本南店
- ケーヨーデイツー 湯本店
- カワチ薬品 湯本店
- しまむら いわき湯本店
- 有機合成薬品工業 常磐工場
- 日昌 いわき工場